# Кремер, Леон
Леон Кремер (Лев Шлёмович Кремер, пол. Leon Kremer; 4 января 1901, Вильна — 1941) — польский шахматист.
Родился 4 января 1901 года в Вильне, в семье Шлёмы Абрам-Иоселевича и Иты Давидовны Кремер.
Многократный участник личных чемпионатов Польши, однако призовые места не занимал. В составе сборной города Варшавы двукратный победитель командных чемпионатов Польши (1929 и 1934). Оба раза играл на 3-й доске, в чемпионате 1934 года также показал лучший результат на своей доске.
В составе сборной Польши серебряный призёр неофициальной шахматной олимпиады 1936 года в Мюнхене. Играл на 6-й доске и завоевал серебряную медаль в индивидуальном зачёте.

## Спортивные достижения
| Год  | Город   | Турнир                  | +  | − | = | Результат | Место |
| ---- | ------- | ----------------------- | -- | - | - | --------- | ----- |
| 1926 | Варшава | 1-й чемпионат Польши    | 6  | 6 | 4 | 8 из 17   | 11    |
| 1927 | Лодзь   | 2-й чемпионат Польши    | 4  | 6 | 4 | 6 из 14   | 9     |
| 1935 | Варшава | 3-й чемпионат Польши    | 4  | 6 | 6 | 7 из 16   | 12—14 |
| 1936 | Мюнхен  | Неофициальная олимпиада | 14 | 4 | 2 | 15 из 20  | 2 2   |
| 1937 | Юрата   | 4-й чемпионат Польши    | 5  | 8 | 8 | 9 из 21   | 14—16 |